# KataGo
KataGo es un software diseñado para jugar Go gratuito y de código abierto, capaz de derrotar a jugadores humanos de alto nivel. Lanzado por primera vez el 27 de febrero de 2019, está desarrollado por David Wu.
Basado en las técnicas utilizadas por AlphaGo Zero de DeepMind, implementa la búsqueda de árbol de Monte Carlo con una red neuronal convolucional que proporciona evaluación de posición y orientación de políticas. En comparación con AlphaGo, KataGo presenta muchas mejoras que le permiten aprender más rápido y jugar con más fuerza. Posee características que están ausentes en muchos otros programas de juego Go como la estimación de puntaje; soporte para tablas pequeñas, valores arbitrarios de komi y handicaps; y la capacidad de usar varios conjuntos de reglas de Go y ajustar su juego y evaluación para las pequeñas diferencias entre ellos.
KataGo es compatible con el protocolo de texto Go, con varias extensiones, lo que lo hace compatible con GUI populares como Lizzie . Como alternativa, también implementa un protocolo personalizado de "motor de análisis", que es utilizado por la GUI de KaTrain, entre otros. KataGo es ampliamente utilizado por jugadores humanos de go, incluido el equipo nacional de Corea del Sur, con fines de entrenamiento. KataGo también se utiliza como motor de análisis predeterminado en el sitio web de Go en línea AI Sensei, así como en OGS.
En 2022, KataGo se utilizó como objetivo para la investigación de ataques adversarios, diseñada para demostrar los "modos de falla" de los sistemas de IA. Los investigadores pudieron engañar a KataGo para que terminara el juego prematuramente. En particular el investigador (y jugador amateur) Kellen Pellerin, utilizando la técnica del sándwich consiguió ganar 14  de 15 juegos, con una tasa de victorias del 93 %.